# 高那
高那（たかな）は日本の南西諸島、沖縄県八重山郡竹富町の字。郵便番号 907-1431。

## 地理

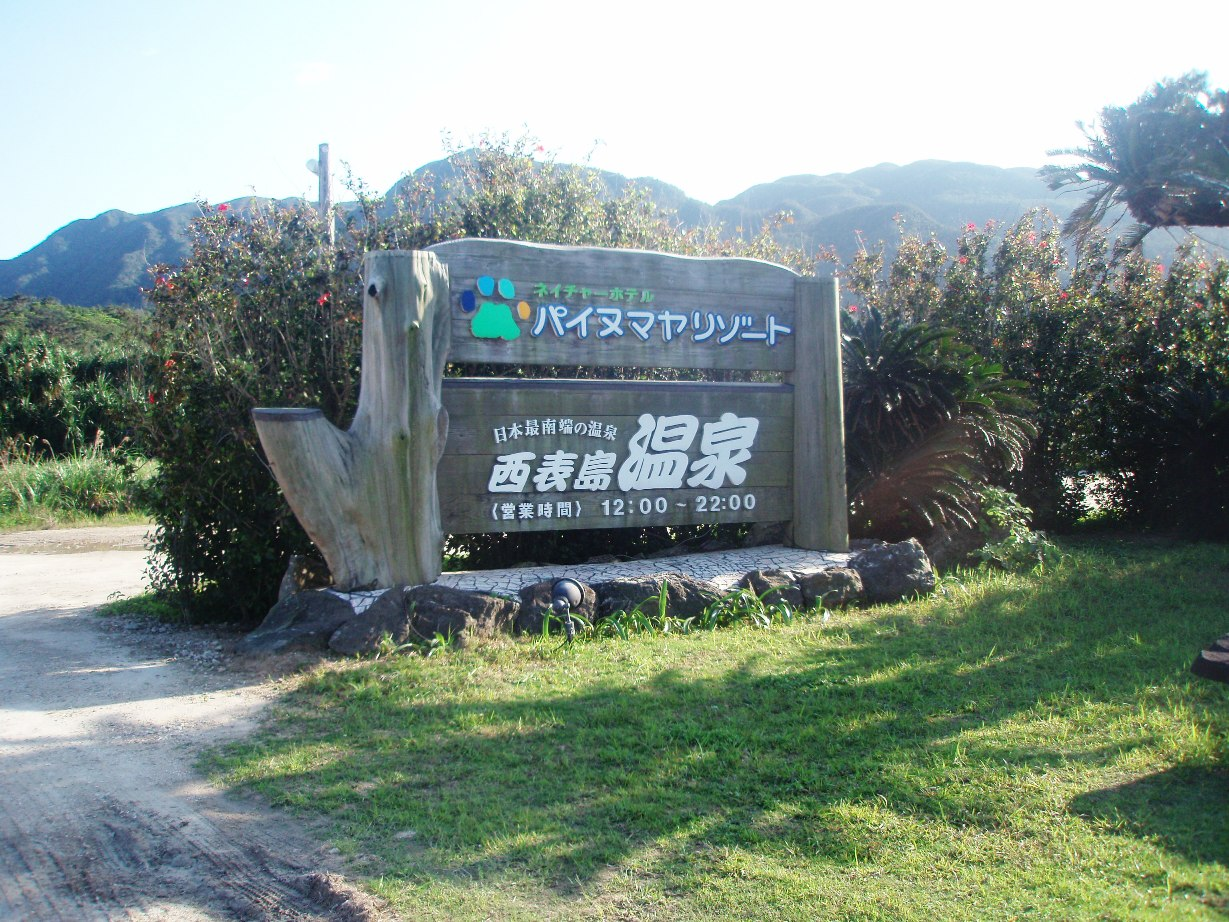
パイヌマヤリゾート・西表島温泉（2007年撮影）

西表島の北部、古見岳の北側に開けた地域。沖縄県道215号の中間点に当たる。集落は形成されておらず、定住者は極めて少ないが、2002年に日本最南端・最西端の温泉である西表島温泉とリゾートホテルのパイヌマヤリゾートが開業している。ただし、温泉は枯渇のため2012年10月31日をもって閉鎖。
島内でも台風で電柱が倒壊する被害が特に多い地域であったため、2008年より電線の地中化工事が行われた。

## 歴史
琉球王国時代には新城島からの水稲出作が行われていた。

## 施設
- 西表島ジャングルホテルパイヌマヤ
- エコヴィレッジ西表（シーカヤック）
- 高那牧場